# 霍梅尼主义
霍梅尼主义指的是伊朗伊斯兰革命领袖鲁霍拉·霍梅尼的宗教和政治思想。霍梅尼主义也指1979年后伊朗的教权统治阶层，以及伊朗、伊拉克和黎巴嫩的部分什叶派群体的激进化，以及伊朗政府在阿富汗、巴基斯坦、沙特阿拉伯和非洲招募什叶派少数群体。

## 简介
在霍梅尼的领导下，伊朗以政教合一的共和国取代了延续千年的君主制。霍梅尼带来了什叶派伊斯兰教的重大范式转变。 宣称伊斯兰教法学家不仅是宗教权威的真正持有者，而且是政治权威的真正持有者，他们必须被服从为“对上帝服从的表达”，并且其统治优先于伊斯兰教的所有次要法令，如祈祷，禁食 , 和朝圣。霍梅尼的学说对什叶派伊斯兰教一千年来传统上坚持政治无为主义的景观产生重大影响。另一个重大修订是关于马赫迪主义，其中传统的十二神学家支持弥赛亚信仰，耐心等待他们的第十二伊玛目再次出现。 将其转变为千禧年学说，呼吁什叶派穆斯林积极为马赫迪的全球伊斯兰统治铺平道路。

## 影响
有学者表示，自霍梅尼去世以来，伊朗伊斯兰共和国的政治“在很大程度上被试图夺取霍梅尼的遗产所定义”，并且“忠于他的意识形态一直是所有政治活动的试金石”。
根据瓦利·纳斯尔的说法，在伊朗以外的地区，伊拉克和黎巴嫩的大量什叶派人口已经感受到霍梅尼的影响。在非穆斯林世界，霍梅尼对西方乃至西方流行文化产生了影响，他成为“伊斯兰教的虚拟面孔”，“灌输对伊斯兰教的恐惧和不信任”。